# Unión Deportiva Los Garres
Unión Deportiva Los Garres es un equipo de fútbol español localizado en la pedanía de Los Garres (Murcia). Fundado en 2007, actualmente milita en la Preferente Murciana. Disputa los partidos como local en el Campo Municipal Las Tejeras, con una capacidad de 1.000 espectadores. 

## Temporadas
| Temporada | Categoría | División   | Posición | Copa del Rey |
| --------- | --------- | ---------- | -------- | ------------ |
| 2007–08   | 6         | 1ª Reg.    | 8.°      |              |
| 2008–09   | 6         | 1ª Aut.    | 10.°     |              |
| 2009–10   | 6         | 1ª Aut.    | 2.°      |              |
| 2010–11   | 5         | Pref. Aut. | 9.°      |              |
| 2011–12   | 5         | Pref. Aut. | 12.°     |              |
| 2012–13   | 5         | Pref. Aut. | 14.°     |              |
| 2013–14   | 5         | Pref. Aut. | 12.°     |              |
| 2014–15   | 5         | Pref. Aut. | 10.°     |              |
| 2015–16   | 5         | Pref. Aut. | 8.°      |              |
| 2016–17   | 5         | Pref. Aut. | 5.°      |              |
| 2017–18   | 4         | 3ª         | 17.°     |              |
| 2018–19   | 4         | 3ª         | 12.°     |              |
| 2019–20   | 4         | 3ª         | 10.°     |              |
| 2020–21   | 4         | 3ª         | 4.°      |              |
| 2021–22   | 5         | 3ª RFEF    | 18.º     |              |
| 2022-23   | 6         | Pref. Aut. | 9.º      |              |
| 2023-24   | 6         | Pref. Aut. | 4.º      |              |
| 2024-25   | 6         | Pref. Aut. | x.º      |              |

- 4 Temporadas en Tercera División
- 1 Temporada en Tercera División RFEF
- 8 Temporadas en Preferente Autonómica